# Sigi Renz
Siegfried "Sigi" Renz (Múnich, 2 de agosto de 1938-Ratisbona, 1 de febrero de 2025) fue un ciclista alemán, profesional desde 1961 hasta 1976. Combinó tanto el ciclismo en pista como la ruta. Consiguió 23 victorias en carreras de seis días y tres títulos europeos de Madison. También se proclamó Campeón de Alemania en ruta en 1963.

## Palmarés en pista
- 1962

 Campeón de Alemania en persecución
- 1963

  Campeón de Alemania de Madison (con Klaus Bugdahl)
1º en los Seis días de Dortmund (con Klaus Bugdahl)
1º en los Seis días de Berlín (con Klaus Bugdahl)
- 1964

1º en los Seis días de Berlín (con Klaus Bugdahl)
- 1965

1º en los Seis días de Colonia (con Rudi Altig)
- 1966

Campeón de Europa de Madison (con Klaus Bugdahl)
1º en los Seis días de Dortmund (con  Rudi Altig)
1º en los Seis días de Berlín 1  (con Klaus Bugdahl)
1º en los Seis días de Berlín 2  (con Rudi Altig)
1º en los Seis días de Zúrich  (con Rudi Altig)
1º en los Seis días de Quebec  (con Fritz Pfenninger)
- 1968

1º en los Seis días de Colonia  (con Rudi Altig)
1º en los Seis días de Bremen  (con Rudi Altig)
1º en los Seis días de Amberes  (con Emile Severeyns y Theofiel Verschueren)
- 1969

1º en los Seis días de Gante  (con Rudi Altig)
- 1970

1º en los Seis días de Berlín  (con Wolfgang Schulze)
1º en los Seis días de Frankfurt (con Jürgen Tschan)
- 1971

Campen de Europa de Madison (con Wilfried Peffgen)
1º en los Seis días de Bruselas (con Albert Fritz)
- 1972

1º en los Seis días de Colonia (con Wolfgang Schulze)
1º en los Seis días de Bremen (con Wolfgang Schulze)
1º en los Seis días de Múnich (con Wolfgang Schulze)
1º en los Seis días de Milán (con Felice Gimondi)
- 1973

1º en los Seis días de Berlín (con Wolfgang Schulze)
1º en los Seis días de Frankfurt (con Wolfgang Schulze)
- 1974

1º en los Seis días de Múnich (con Wolfgang Schulze)

## Palmarés en ruta
- 1963

 Campeón de Alemania en ruta

### Resultados en el Tour de Francia
1961. Abandona